# Альфред де Мюссе
Альфред де Мюссе (фр. Alfred de Musset; 11 грудня 1810, Париж — 2 травня 1857, Париж) — французький поет, драматург і прозаїк, представник пізнього романтизму.

## Біографія і творчість

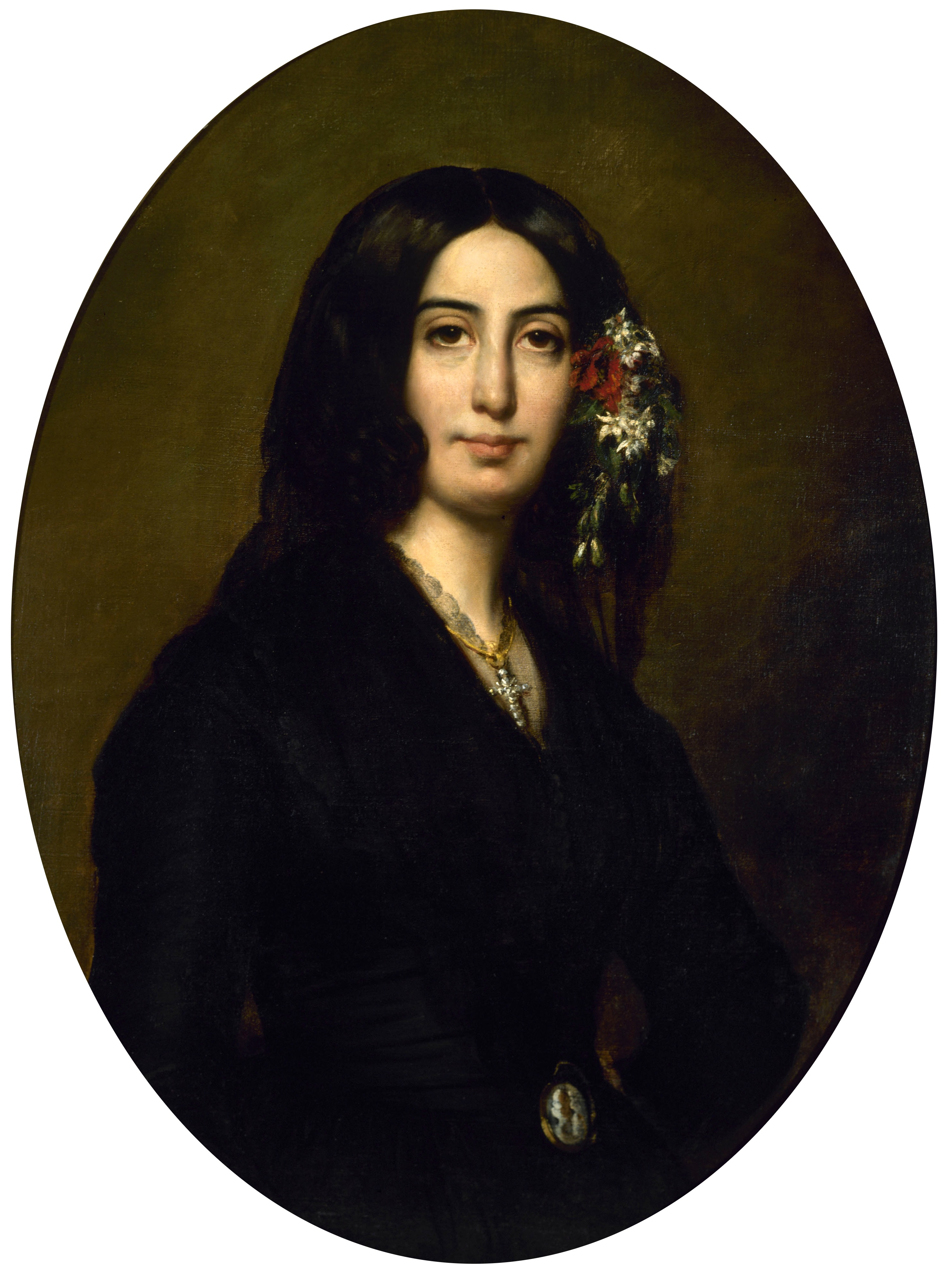
Жорж Санд, найбільше кохання Альфреда де Мюссе

Мюссе народився 11 грудня 1810 р. в Парижі, походив із знатного, але збіднілого роду (у XVI столітті один з його предків одружився з Кассандрою, музою Ронсара). З дитинства виявляв крайню знервованість, що часто доводила його до нервових нападів. У віці дев'яти років вступив до коледжу Генріха IV. Спочатку вивчав юриспруденцію, потім медицину, але скоро кинув заняття і відмовився від жодної професії.
Старший брат Альфреда — Поль-Едм також займався літературою.
Перші вірші Мюссе написані під впливом романтичного товариства «Сенакль» («cénacle»), у якому найяскравішими особистостями були Віктор Гюго, Альфред де Віньї, Сент-Бев, Шарль Нодьє і брати Дешан. Але вплив романтичної школи був скороминущим у творчості Мюссе. Він заплатив данину захопленню Іспанією у «Don Paez» і «Contes d'Espagne et d'ltalie», але незабаром став дозволяти собі іронічні витівки проти романтиків («Ballade à la lune») і остаточно порвав зі своїми першими вчителями в «Pensées secrètes de Raphaël».
Після романтичного періоду настав другий, позначений розчарованістю і скептицизмом: у цей час з'являються драматичні поеми: «La Coupe et les lèvres» і «A quoi rêvent les jeunes filles», а також «Namouna». У першій з цих п'єс намічена улюблена ідея Мюссе, що розпуста безповоротно знищує душу і робить неможливим повернення до цноти юнацьких почуттів; в «Namouna» розробляється легковажна філософія розчарованого світського жуїра, дуже дотепна і блискуча; «À quoi rêvent les jeunes filles» — поетичний «marivaudage», де легка скептична усмішка автора надає сумний відтінок наївній поезії сюжету.
Характер поезії Мюссе повністю змінюється в третій періоді його творчості, коли, після легковажного розгулу першої юності, він спізнає першу глибоку любов, яка фатально позначилася на всьому його житті.
У 1833 році він вперше зустрівся з Жорж Санд — і обдарування його цілком зміцніло під впливом страждання і пристрасті. У всіх документах, що відносяться до історії цього зв'язку, видно нерівність характеру Мюссе, його примхи, напади ревнощів, що чергуються з періодами обожнювання; але головна причина сумної розв'язки любовної драми полягає в роздуванні своїх почуттів на недосяжну висоту. Саме такий настрій плекали в собі як Мюссе, так і Жорж Санд.
Урешті Жорж Санд першій набридла ця метафізична любов, і вона залишила Мюссе заради доктора Паджелло. Мюссе продовжував перейматися спрагою неземних відчуттів і все життя не міг вилікуватися від своєї amour-passion. Уся дальша поезія Мюссе відображає відчуття його розбитого кохання: «Rolla», «Les Nuits», «Lettre à Lamartine», роман «Сповідь сина століття» (Confession d'un enfant du siècle, 1836), усі драми пройняті особистими настроями, що надають творчості Мюссе чарівної щирості.
Безпосередність зображення відчуттів обумовлена ще однією властивістю поезії Мюссе: він змальовує завжди самого себе, і та подвійність, яка пронизала все його єство, відбилася і в його поезії. Він був пристрасним обожнювачем чистої любові, але, раз занурившись у хвилі пороку, шукаючи забуття, не міг змити з душі плями ганьби, падав все нижче, піднімаючись все вище мріями. Такі ж всі його герої: влада розпусти над душею людини — постійна тема усіх його драматичних творів, з яких особливої уваги заслуговують «Lorenzaccio», «Caprices de Marianne», «Fantasio», «On ne badine pas avec l'amour» та ін. Дія тримається в них здебільшого на межі ідилічного й трагічного; під прикриттям легкого гумору, Мюссе зачіпає найтонші струни душевного життя. Грація діалогу і поетичність окремих жіночих фігур відводять цим витонченим психологічним текстам зовсім особливе місце серед п'єс нового французького театру. Розпач роздвоєної душі виражений з надзвичайною силою і пристрасністю в «Rolla». В душі самого Мюссе жили дві людини, яких він зображує або двома (як у «Caprices de Marianne»), або в одній особі циніка-самогубці, повного презирства до себе.
Ту ж подвійність свого «я» Мюссе малює і в «Nuit de décembre». Він вніс у французьку поезію струмінь індивідуалізму, що позначилося в умінні оголювати страждання душі. На противагу іншим сучасним йому французьким поетам, Мюссе не відрізняється блиском і колоритністю вірша і багатством рими. Вірш його загалом блідий, але часом він піднімається на висоту справжньої поезії і постає в натхненній, глибоко поетичній формі. Саме таким є знаменитий кінець «Nuit de mai», у якому йдеться про самовідданість пелікана, подібні мотиви звучать у стансі «Lucie», в окремих епізодах з «Lettre à Lamartine», «Souvenir» та деяких інших віршів.
Внутрішній зміст поезії Мюссе має ще більше значення: він відобразив складність і суперечливість духовного життя сучасної людини. Мюссе надзвичайно тонко відчував настрої своєї епохи, був справжнім enfant du siècle, тому він досі залишається цікавим для читача своїми переходами від вищого ідеалізму до оспівування швидкоплинних задоволень, зі особливим поєднанням песимізму, цинізму і безмежної ніжності душі.
Ця близькість до духовного життя свого століття зробила Мюссе одним з тих улюблених поетів, яких не лише досі читають, але й перечитують і знають напам'ять.
Поет помер 2 травня 1857 року. Похований на паризькому кладовищі Пер-Лашез.

## Твори
- À ma mère 1824

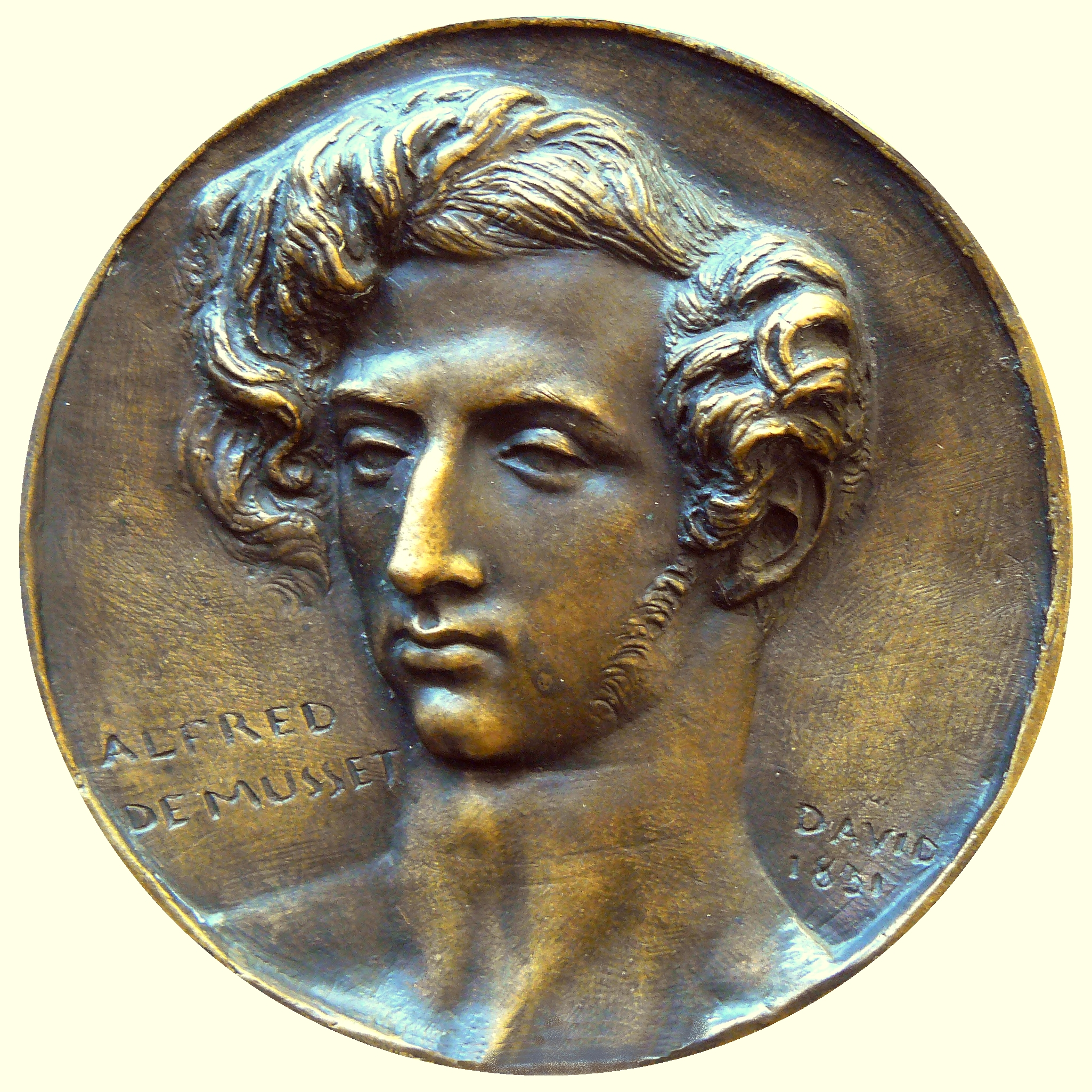
Медальєр Давид д'Анже, «Альфред де Мюссе», (1831), Кабінет медалей

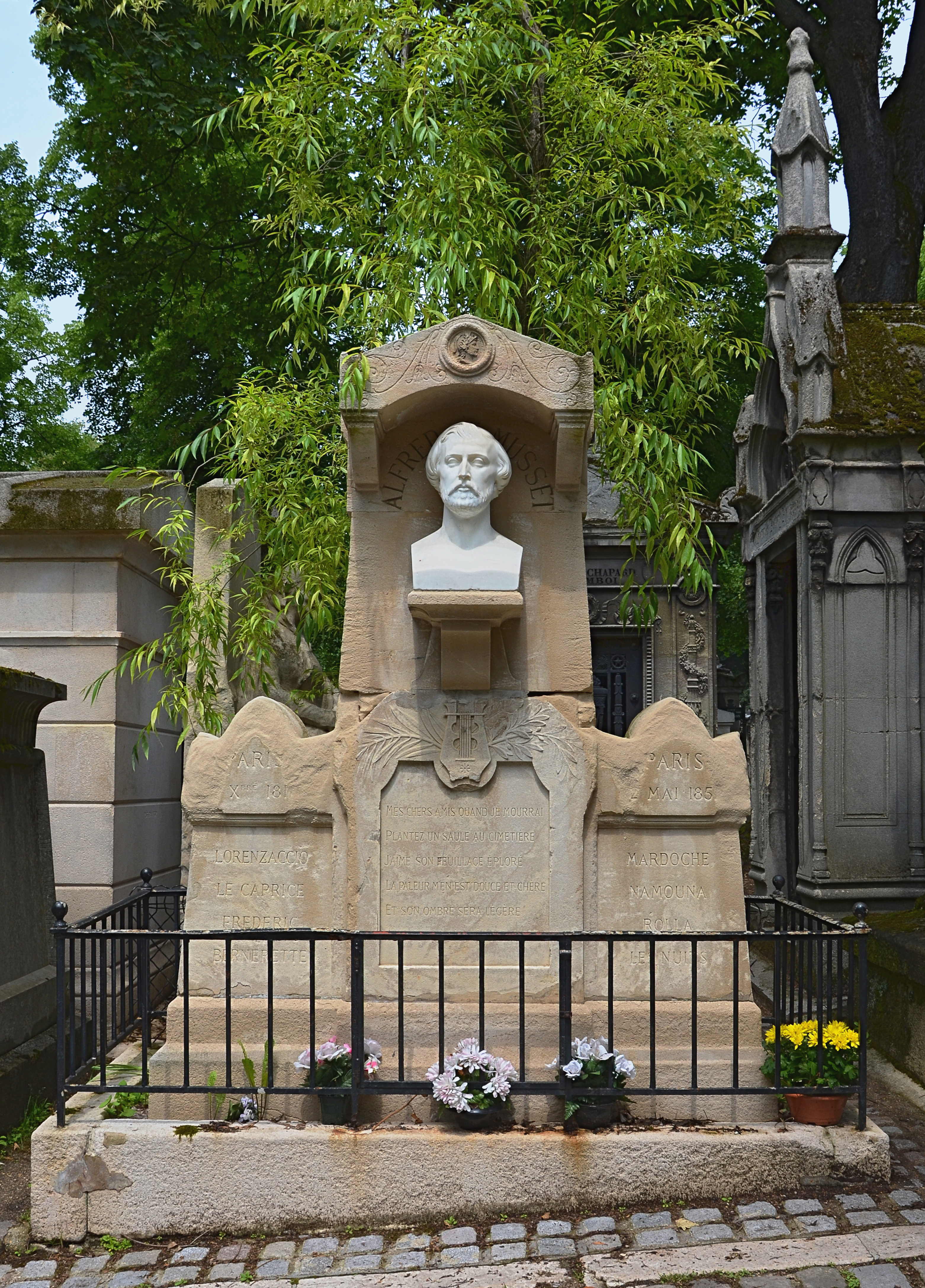
Могила Альфреда де Мюссе.

- À Mademoiselle Zoé le Douairin 1826
- Un rêve, L'Anglais mangeur d'opium 1828
- Premières poésies 1829
- Contes d'Espagne et d'Italie, La quittance du diable, Une nuit vénitienne 1830
- La coupe et les lèvres, Namouna 1831
- Spectacle dans un fauteuil, A quoi rêvent les jeunes filles 1832
- Lorenzaccio, Les caprices de Marianne, Rolla, André del Sarto 1833
- Fantasio. On ne badine pas avec l'amour, Perdican, Camille et Perdican 1834
- La quenouille de Barberine, La Nuit de mai, La nuit de décembre. Le Chandelier 1835
- Il ne faut jurer de rien, Lettre à M. de Lamartine, Faire sans dire, La nuit d'août. La confession d'un enfant du siècle, 2 vol. Poésies complètes 1836
- Chanson de Barberine 1936
- Un caprice, La nuit d'octobre, À la Malibran, Emmeline, Les deux maîtresses. Lettres à Dupuis et Cotonet 1837
- Le fils du Titien, Frédéric et Bernerette, L'espoir en Dieu. Dupont et Durand. Margot 1838
- Croisilles 1839
- Les deux maîtresses, Tristesse, Une soirée perdue 1840
- Souvenir, Nouvelles («Emmeline», «Le fils du Titien», «Croisilles», «Margot») 1841
- Le voyage où il vous plaira, Sur la paresse, Histoire d'un merle blanc, Après une lecture 1842
- Pierre et Camille, Le secret de Javotte, Les frères Van Bruck 1844
- Il faut qu'une porte soit ouverte ou fermée, Mademoiselle Mimi Pinson 1845
- Nouvelles («Pierre et Camille», «Le secret de Javotte») 1848
- Louison. L'Habit vert, On ne saurait penser à tout 1849
- Poésies nouvelles, Carmosine 1850
- Bettine, Faustine 1851
- Publication des Premières Poésies (entre 1829 et 1835) et des Poésies Nouvelles de 1836 à 1852) 1852
- La mouche 1853
- Contes 1854
- OEuvres complètes illustrées, v. 1—10, P., 1927 — 29;

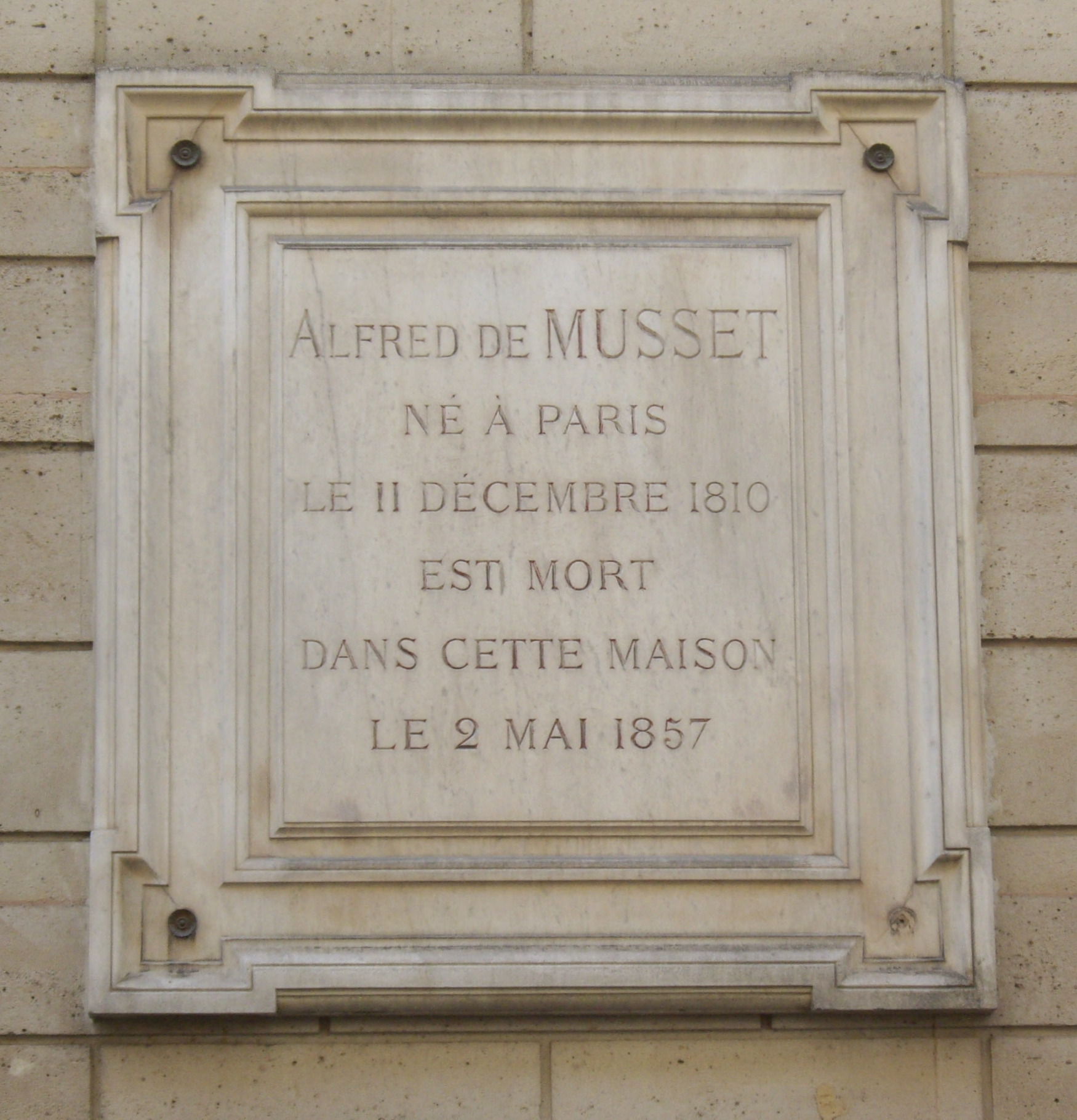
Меморіальна дошка на вулиці Мон-Табор (rue du Mont-Thabor)

- OEuvres complètes, P., 1863

## Українські переклади
У 1885 році у № 8 львівської «Зорі» був нарукований, напевне, перший переклад з Мюссе українською — «Розмова музи з поетом» в перекладі О. Кониського.
У 1923—1924 роках у Львові у видавництві «Чайка» був опублікований український переклад драми Мюссе «Андреа дель Сарто» та оповідання «Тіціянів син», виконані С. Пащенком.
Українською мовою твори Мюссе також переклали Павло Грабовський, Василь Щурат, Максим Рильський, Михайло Орест, П. Омельченко, П. Савченко, Юрій Липа, Борис Тен, Микола Терещенко, Віталій Колодій, Всеволод Ткаченко.

### Сучасні видання
- Œuvres complètes, Gallimard, Bibliothèque de la Pléiade, 3 tomes (повне зібрання поезій, повне зібрання прози, повне зібрання драматургії), 1933, 1934 et 1938, 976, 1712 et 1344 pages
- Poésies complètes, édition présentée et annotée par Frank Lestringant, Paris, Le Livre de poche classique, 2006, n 21004, 896 pages. Це видання пориває з традицією. спираючись на текст 1840, а не 1854 року.